# Danh sách di sản văn hóa Tây Ban Nha được quan tâm ở Es Mercadal
Danh sách di sản văn hóa Tây Ban Nha được quan tâm ở Es Mercadal.
| Tên                                                        | Dạng                               | Địa điểm                         | Tọa độ                                        | Số hồ sơ tham khảo? | Ngày nhận danh hiệu? | Hình ảnh                                           |
| ---------------------------------------------------------- | ---------------------------------- | -------------------------------- | --------------------------------------------- | ------------------- | -------------------- | -------------------------------------------------- |
| Vương cung thánh đường paleocristiana Molinet Cap des Port | Di tích Khảo cổ học                | Mercadal Es Molinet des Port     | 40°01′15″B 4°07′48″Đ / 40,020864°B 4,129925°Đ | RI-51-0003621       | 10-09-1966           | Upload image                                       |
| Lâu đài San Antonio (Fornells)                             | Di tích Kiến trúc phòng thủ        | Mercadal                         | 40°03′26″B 4°07′59″Đ / 40,057361°B 4,133056°Đ | RI-51-0008576       | 30-11-1993           | Castillo de San Antonio de Fornells · Upload image |
| Hipogeos Addaia                                            | Di tích Khảo cổ học Hipogeo        | Mercadal                         | 39°59′06″B 4°12′13″Đ / 39,985082°B 4,203713°Đ | RI-51-0003600       | 10-09-1966           | Upload image                                       |
| Tàn tích Son Temet                                         | Di tích Khảo cổ học                | Mercadal                         | 39°58′31″B 4°12′11″Đ / 39,97532°B 4,202994°Đ  | RI-51-0003635       | 10-09-1966           | Upload image                                       |
| Santuario Virgen Toro                                      | Di tích Kiến trúc tôn giáo Tu viện | Mercadal Cima de la Monte Toro   | 39°59′05″B 4°06′48″Đ / 39,984649°B 4,113432°Đ | RI-51-0008575       | 30-11-1993           | Santuario de la Virgen del Toro · Upload image     |
| Tháp Addaia                                                | Di tích Kiến trúc phòng thủ        | Mercadal Puerto de Addaia        | 40°00′43″B 4°12′04″Đ / 40,012006°B 4,200992°Đ | RI-51-0008570       | 30-11-1993           | Torre de Addaia · Upload image                     |
| Tháp Fornells                                              | Di tích Kiến trúc phòng thủ        | Mercadal                         | 40°03′41″B 4°07′50″Đ / 40,061389°B 4,130556°Đ | RI-51-0008577       | 30-11-1993           | Torre de Fornells · Upload image                   |
| Tháp đảo Ses Sargantanes                                   | Di tích Kiến trúc phòng thủ        | Mercadal Isla de Ses Sergantanes | 40°02′51″B 4°08′11″Đ / 40,047481°B 4,136408°Đ | RI-51-0008574       | 30-11-1993           | Upload image                                       |
| Alcotx                                                     | Di tích                            | Mercadal                         |                                               | RI-51-0003605       | 10-09-1966           | Upload image                                       |
| Bellavista                                                 | Di tích                            | Mercadal                         |                                               | RI-51-0003614       | 10-09-1966           | Upload image                                       |
| Bellavista, Tanca Des Bitlo                                | Di tích                            | Mercadal                         |                                               | RI-51-0003615       | 10-09-1966           | Upload image                                       |
| Binidonairet                                               | Di tích                            | Mercadal                         |                                               | RI-51-0003607       | 10-09-1966           | Upload image                                       |
| Binimellà                                                  | Di tích                            | Mercadal                         |                                               | RI-51-0003609       | 10-09-1966           | Upload image                                       |
| Cova Josép Albranca Nou                                    | Di tích                            | Mercadal                         |                                               | RI-51-0003637       | 10-09-1966           | Upload image                                       |
| Hang Llop Fonts Redones Baix Comarca Migjorn Gran          | Di tích                            | Mercadal                         |                                               | RI-51-0003674       | 10-09-1966           | Upload image                                       |
| En Binimel-lá                                              | Di tích                            | Mercadal                         |                                               | RI-51-0008579       | 30-11-1993           | Upload image                                       |
| Es Canaló Lạch Rotja                                       | Di tích                            | Mercadal                         |                                               | RI-51-0003612       | 10-09-1966           | Upload image                                       |
| Es Cementeri Des Moros                                     | Di tích                            | Mercadal                         |                                               | RI-51-0003620       | 10-09-1966           | Upload image                                       |
| Es Corbetar                                                | Di tích                            | Mercadal                         |                                               | RI-51-0003608       | 10-09-1966           | Upload image                                       |
| Es Morro Na Joana                                          | Di tích                            | Mercadal                         |                                               | RI-51-0003634       | 10-09-1966           | Upload image                                       |
| Es Pla Sa Creu                                             | Di tích                            | Mercadal                         |                                               | RI-51-0003624       | 10-09-1966           | Upload image                                       |
| Es Pujol                                                   | Di tích                            | Mercadal                         |                                               | RI-51-0003628       | 10-09-1966           | Upload image                                       |
| Es Pujol Antic                                             | Di tích                            | Mercadal                         |                                               | RI-51-0003610       | 10-09-1966           | Upload image                                       |
| Es Rafal Des Frares O Toro                                 | Di tích                            | Mercadal                         |                                               | RI-51-0003625       | 10-09-1966           | Upload image                                       |
| Ets Illots                                                 | Di tích                            | Mercadal                         |                                               | RI-51-0003601       | 10-09-1966           | Upload image                                       |
| Lanzell                                                    | Di tích                            | Mercadal                         |                                               | RI-51-0003618       | 10-09-1966           | Upload image                                       |
| Na Papa Des Pins                                           | Di tích                            | Mercadal                         |                                               | RI-51-0003632       | 10-09-1966           | Upload image                                       |
| Penyalet Sa Morera                                         | Di tích                            | Mercadal                         |                                               | RI-51-0003603       | 10-09-1966           | Upload image                                       |
| Plana Sa Marineta                                          | Di tích                            | Mercadal                         |                                               | RI-51-0003602       | 10-09-1966           | Upload image                                       |
| Puig S'ermita                                              | Di tích                            | Mercadal                         |                                               | RI-51-0003627       | 10-09-1966           | Upload image                                       |
| Puig Sa Talaia                                             | Di tích                            | Mercadal                         |                                               | RI-51-0003626       | 10-09-1966           | Upload image                                       |
| Pujol Des Minyons                                          | Di tích                            | Mercadal                         |                                               | RI-51-0003616       | 10-09-1966           | Upload image                                       |
| Punta Des Carregador                                       | Di tích                            | Mercadal                         |                                               | RI-51-0003613       | 10-09-1966           | Upload image                                       |
| Tàn tích Tiền sử S`antigot                                 | Di tích                            | Mercadal                         |                                               | RI-51-0003687       | 10-09-1966           | Upload image                                       |
| S'albaida                                                  | Di tích                            | Mercadal                         |                                               | RI-51-0003604       | 10-09-1966           | Upload image                                       |
| S'hort Des Lleó                                            | Di tích                            | Mercadal                         |                                               | RI-51-0003617       | 10-09-1966           | Upload image                                       |
| Sa Cavalleria                                              | Di tích                            | Mercadal                         |                                               | RI-51-0008580       | 30-11-1993           | Upload image                                       |
| Sa Marina Nova Sant Vicent                                 | Di tích                            | Mercadal                         |                                               | RI-51-0003630       | 10-09-1966           | Upload image                                       |
| Sa Muntanya Toro                                           | Di tích                            | Mercadal                         |                                               | RI-51-0003623       | 10-09-1966           | Upload image                                       |
| Sa Talaia                                                  | Di tích                            | Mercadal                         |                                               | RI-51-0003619       | 10-09-1966           | Upload image                                       |
| Sant Jordi Des Martínells                                  | Di tích                            | Mercadal                         |                                               | RI-51-0003631       | 10-09-1966           | Upload image                                       |
| Ses Vilotes Sanitja                                        | Di tích                            | Mercadal                         |                                               | RI-51-0003629       | 10-09-1966           | Upload image                                       |
| Sijot Fonts Redones Baix Comarca Migjorn Gran              | Di tích                            | Mercadal                         |                                               | RI-51-0003673       | 10-09-1966           | Upload image                                       |
| Son Tema                                                   | Di tích                            | Mercadal                         |                                               | RI-51-0003633       | 10-09-1966           | Upload image                                       |
| T. Sanitja                                                 | Di tích                            | Mercadal                         |                                               | RI-51-0008578       | 30-11-1993           | Upload image                                       |
| Talaiot San Agustín                                        | Di tích                            | Mercadal                         |                                               | RI-51-0003692       | 03-06-1931           | Upload image                                       |
| Tanca Des Camí                                             | Di tích                            | Mercadal                         |                                               | RI-51-0003622       | 10-09-1966           | Upload image                                       |
| Tanca Des Pujol Antic                                      | Di tích                            | Mercadal                         |                                               | RI-51-0003611       | 10-09-1966           | Upload image                                       |
| Tanca Sa Font                                              | Di tích                            | Mercadal                         |                                               | RI-51-0003606       | 10-09-1966           | Upload image                                       |
| Tirant                                                     | Di tích                            | Mercadal                         |                                               | RI-51-0003636       | 10-09-1966           | Upload image                                       |
| Binicodrell Dalt                                           | Di tích                            | Mercadal                         |                                               | RI-51-0003648       | 10-09-1966           | Upload image                                       |
| Coster Des Coloms                                          | Di tích                            | Mercadal                         |                                               | RI-51-0003659       | 10-09-1966           | Upload image                                       |
| Coster S'estany                                            | Di tích                            | Mercadal                         |                                               | RI-51-0003714       | 10-09-1966           | Upload image                                       |
| Cova Des Pardals                                           | Di tích                            | Mercadal                         |                                               | RI-51-0003690       | 10-09-1966           | Upload image                                       |
| Cova Des Ravellà                                           | Di tích                            | Mercadal                         |                                               | RI-51-0003709       | 10-09-1966           | Upload image                                       |
| Cova Dets Estadors                                         | Di tích                            | Mercadal                         |                                               | RI-51-0003722       | 10-09-1966           | Upload image                                       |
| Cova Dets Ossos                                            | Di tích                            | Mercadal                         |                                               | RI-51-0003721       | 10-09-1966           | Upload image                                       |
| Cova Polida                                                | Di tích                            | Mercadal                         |                                               | RI-51-0003661       | 10-09-1966           | Upload image                                       |
| Cova Na Xeta                                               | Di tích                            | Mercadal                         |                                               | RI-51-0003680       | 10-09-1966           | Upload image                                       |
| Cova Sa Boal                                               | Di tích                            | Mercadal                         |                                               | RI-51-0003638       | 10-09-1966           | Upload image                                       |
| Cova Sa Bruixa                                             | Di tích                            | Mercadal                         |                                               | RI-51-0003684       | 10-09-1966           | Upload image                                       |
| Cova Sa Príor                                              | Di tích                            | Mercadal                         |                                               | RI-51-0003662       | 10-09-1966           | Upload image                                       |
| Vịnh nhỏ Gardes                                            | Di tích                            | Mercadal                         |                                               | RI-51-0003696       | 10-09-1966           | Upload image                                       |
| Es Barranc                                                 | Di tích                            | Mercadal                         |                                               | RI-51-0003676       | 10-09-1966           | Upload image                                       |
| Es Barranc                                                 | Di tích                            | Mercadal                         |                                               | RI-51-0003715       | 10-09-1966           | Upload image                                       |
| Es Barranquet                                              | Di tích                            | Mercadal                         |                                               | RI-51-0003644       | 10-09-1966           | Upload image                                       |
| Es Claperar                                                | Di tích                            | Mercadal                         |                                               | RI-51-0003695       | 10-09-1966           | Upload image                                       |
| Es Coloms Dalt                                             | Di tích                            | Mercadal                         |                                               | RI-51-0003658       | 10-09-1966           | Upload image                                       |
| Es Coster Nou                                              | Di tích                            | Mercadal                         |                                               | RI-51-0003651       | 10-09-1966           | Upload image                                       |
| Es Costers                                                 | Di tích                            | Mercadal                         |                                               | RI-51-0003688       | 10-09-1966           | Upload image                                       |
| Es Frare                                                   | Di tích                            | Mercadal                         |                                               | RI-51-0003639       | 10-09-1966           | Upload image                                       |
| Es Frare                                                   | Di tích                            | Mercadal                         |                                               | RI-51-0003700       | 10-09-1966           | Upload image                                       |
| Es Frare                                                   | Di tích                            | Mercadal                         |                                               | RI-51-0003728       | 10-09-1966           | Upload image                                       |
| Es Galliner Madona                                         | Di tích                            | Mercadal                         |                                               | RI-51-0003652       | 10-09-1966           | Upload image                                       |
| Es Mal Lloc                                                | Di tích                            | Mercadal                         |                                               | RI-51-0003726       | 10-09-1966           | Upload image                                       |
| Es Mestall                                                 | Di tích                            | Mercadal                         |                                               | RI-51-0003678       | 10-09-1966           | Upload image                                       |
| Es Passatget                                               | Di tích                            | Mercadal                         |                                               | RI-51-0003645       | 10-09-1966           | Upload image                                       |
| Es Recingle                                                | Di tích                            | Mercadal                         |                                               | RI-51-0003663       | 10-09-1966           | Upload image                                       |
| Es Saguessos Baix                                          | Di tích                            | Mercadal                         |                                               | RI-51-0003654       | 10-09-1966           | Upload image                                       |
| Es Vilás                                                   | Di tích                            | Mercadal                         |                                               | RI-51-0003649       | 10-09-1966           | Upload image                                       |
| Ets Ubers Vells                                            | Di tích                            | Mercadal                         |                                               | RI-51-0003729       | 10-09-1966           | Upload image                                       |
| Figueral Sa Païsa                                          | Di tích                            | Mercadal                         |                                               | RI-51-0003675       | 10-09-1966           | Upload image                                       |
| Forn Calç                                                  | Di tích                            | Mercadal                         |                                               | RI-51-0003681       | 10-09-1966           | Upload image                                       |
| Fra Pere                                                   | Di tích                            | Mercadal                         |                                               | RI-51-0003666       | 10-09-1966           | Upload image                                       |
| Granada Baix                                               | Di tích                            | Mercadal                         |                                               | RI-51-0003677       | 10-09-1966           | Upload image                                       |
| Hortal Sa Talaia                                           | Di tích                            | Mercadal                         |                                               | RI-51-0003683       | 10-09-1966           | Upload image                                       |
| Hortal Sa Talaia                                           | Di tích                            | Mercadal                         |                                               | RI-51-0003686       | 10-09-1966           | Upload image                                       |
| Na Carassa                                                 | Di tích                            | Mercadal                         |                                               | RI-51-0003723       | 10-09-1966           | Upload image                                       |
| Na Pons OlIVera                                            | Di tích                            | Mercadal                         |                                               | RI-51-0003699       | 10-09-1966           | Upload image                                       |
| Pas Des Moro                                               | Di tích                            | Mercadal                         |                                               | RI-51-0003640       | 10-09-1966           | Upload image                                       |
| Penyal Ses Vịnh nhỏ Gardes                                 | Di tích                            | Mercadal                         |                                               | RI-51-0003697       | 10-09-1966           | Upload image                                       |
| Pla Des Forn                                               | Di tích                            | Mercadal                         |                                               | RI-51-0003670       | 10-09-1966           | Upload image                                       |
| Pleta Dets Antigons                                        | Di tích                            | Mercadal                         |                                               | RI-51-0003698       | 10-09-1966           | Upload image                                       |
| Pleta Darrera Ses Cases                                    | Di tích                            | Mercadal                         |                                               | RI-51-0003656       | 10-09-1966           | Upload image                                       |
| Pleta Darrera Ses Cases                                    | Di tích                            | Mercadal                         |                                               | RI-51-0003657       | 10-09-1966           | Upload image                                       |
| Quintana Sa Cova                                           | Di tích                            | Mercadal                         |                                               | RI-51-0003685       | 10-09-1966           | Upload image                                       |
| S'ametlerar                                                | Di tích                            | Mercadal                         |                                               | RI-51-0003653       | 10-09-1966           | Upload image                                       |
| S'antigot                                                  | Di tích                            | Mercadal                         |                                               | RI-51-0003717       | 10-09-1966           | Upload image                                       |
| S'engolidor                                                | Di tích                            | Mercadal                         |                                               | RI-51-0003665       | 10-09-1966           | Upload image                                       |
| S'esquena S'ase                                            | Di tích                            | Mercadal                         |                                               | RI-51-0003704       | 10-09-1966           | Upload image                                       |
| S'hortal Des Moro                                          | Di tích                            | Mercadal                         |                                               | RI-51-0003671       | 10-09-1966           | Upload image                                       |
| S'ombrIVol                                                 | Di tích                            | Mercadal                         |                                               | RI-51-0003672       | 10-09-1966           | Upload image                                       |
| Sa Cisterna                                                | Di tích                            | Mercadal                         |                                               | RI-51-0003679       | 10-09-1966           | Upload image                                       |
| Sa Corona                                                  | Di tích                            | Mercadal                         |                                               | RI-51-0003701       | 10-09-1966           | Upload image                                       |
| Sa Cova                                                    | Di tích                            | Mercadal                         |                                               | RI-51-0003727       | 10-09-1966           | Upload image                                       |
| Sa Creueta                                                 | Di tích                            | Mercadal                         |                                               | RI-51-0003664       | 10-09-1966           | Upload image                                       |
| Sa Muntanya Grossa                                         | Di tích                            | Mercadal                         |                                               | RI-51-0003669       | 10-09-1966           | Upload image                                       |
| Sa Pedrola DŽen Magí                                       | Di tích                            | Mercadal                         |                                               | RI-51-0003691       | 10-09-1966           | Upload image                                       |
| Sa Punta                                                   | Di tích                            | Mercadal                         |                                               | RI-51-0003682       | 10-09-1966           | Upload image                                       |
| Sa Punta Dalt                                              | Di tích                            | Mercadal                         |                                               | RI-51-0003655       | 10-09-1966           | Upload image                                       |
| Sa Quintana                                                | Di tích                            | Mercadal                         |                                               | RI-51-0003724       | 10-09-1966           | Upload image                                       |
| Sa Talaieta                                                | Di tích                            | Mercadal                         |                                               | RI-51-0003646       | 10-09-1966           | Upload image                                       |
| Sa Vall                                                    | Di tích                            | Mercadal                         |                                               | RI-51-0003730       | 10-09-1966           | Upload image                                       |
| Tanca Des Xaudets                                          | Di tích                            | Mercadal                         |                                               | RI-51-0003693       | 10-09-1966           | Upload image                                       |
| Tanca Gran                                                 | Di tích                            | Mercadal                         |                                               | RI-51-0003720       | 10-09-1966           | Upload image                                       |
| Tanca L'amo                                                | Di tích                            | Mercadal                         |                                               | RI-51-0003703       | 10-09-1966           | Upload image                                       |
| Tanca S'era                                                | Di tích                            | Mercadal                         |                                               | RI-51-0003642       | 10-09-1966           | Upload image                                       |
| Tanca S'era                                                | Di tích                            | Mercadal                         |                                               | RI-51-0003650       | 10-09-1966           | Upload image                                       |
| Tanca S'era                                                | Di tích                            | Mercadal                         |                                               | RI-51-0003706       | 10-09-1966           | Upload image                                       |
| Tanca S'hort D'en Nussa                                    | Di tích                            | Mercadal                         |                                               | RI-51-0003668       | 10-09-1966           | Upload image                                       |
| Tanca Sa Carretera                                         | Di tích                            | Mercadal                         |                                               | RI-51-0003705       | 10-09-1966           | Upload image                                       |
| Tanca Sa Cova                                              | Di tích                            | Mercadal                         |                                               | RI-51-0003710       | 10-09-1966           | Upload image                                       |
| Tanca Sa Cova                                              | Di tích                            | Mercadal                         |                                               | RI-51-0003719       | 10-09-1966           | Upload image                                       |
| Tanca Sa Talaia                                            | Di tích                            | Mercadal                         |                                               | RI-51-0003641       | 10-09-1966           | Upload image                                       |
| Tanca Sa Talaia                                            | Di tích                            | Mercadal                         |                                               | RI-51-0003647       | 10-09-1966           | Upload image                                       |
| Tanca Sa Talaia                                            | Di tích                            | Mercadal                         |                                               | RI-51-0003694       | 10-09-1966           | Upload image                                       |
| Tanca Sa Talaia                                            | Di tích                            | Mercadal                         |                                               | RI-51-0003702       | 10-09-1966           | Upload image                                       |
| Tanca Sa Talaia                                            | Di tích                            | Mercadal                         |                                               | RI-51-0003718       | 10-09-1966           | Upload image                                       |
| Tanca Sa Vinya                                             | Di tích                            | Mercadal                         |                                               | RI-51-0003711       | 10-09-1966           | Upload image                                       |
| Tanca Talaia                                               | Di tích                            | Mercadal                         |                                               | RI-51-0003643       | 10-09-1966           | Upload image                                       |
| Terres Noves S'aljub                                       | Di tích                            | Mercadal                         |                                               | RI-51-0003712       | 10-09-1966           | Upload image                                       |